# Franz Roh
Franz Roh (Apolda, Turíngia, 21 de fevereiro de 1890— Munique, 30 de dezembro de 1965) foi um historiador, crítico de arte e fotógrafo alemão. 

## Infância e juventude
Realizou estudos universitários em Leipzig, Berlim e Basileia, terminando a sua tese em 1920 em Munique que tratava sobre as pinturas flamengas do século XVII. Também esteve trabalhando para rádio Munique e para a revista Neue Zeitung, que lhe permitiu conhecer artistas como George Grosz, Kurt Schwitters, Willi Baumeister e Max Ernst.
A sua primeira exposição fotográfica realizou-a em 1920, e era formada por uma série de fotomontagens. Embora Roh ficasse mais conhecido na história da fotografia pelo seu ensaio Foto Auge, que escreveu após assistir à exposição Film und Foto realizada em 1929.

## Historiador e crítico de arte
Em 1925 publicou o seu livro Nach Expressionismus: Magischer Realismus: Probleme der neusten europäischen Malerei (Pós-expressionismo: os problemas da nova pintura europeia) que teve bastante repercussão nos ambientes artísticos ao inventar o termo do realismo mágico. Este conceito de Roh é considerado uma importante contribuição para uma teoria fenomenológica ou existencial da estética. 
Durante o regime nazista foi detido e isolado, e durante o seu cativeiro escreveu Das Verkannte Künstler: Geschichte und Theorie des kulturellen Mißverstehens (O gênio desconhecido: história e teoria da cultura incompreendida. )
Em 1946 casou-se com a historiadora de arte Juliane Bartsch. Em 1952 fundou Artothek em Berlim, o que permitiu recopilar o trabalho de artistas alemães. Em 1958 publicou uma história da arte na Alemanha. 